# Patrick Blanc
Patrick Blanc (Parigi, 3 giugno 1953) è un biologo francese.

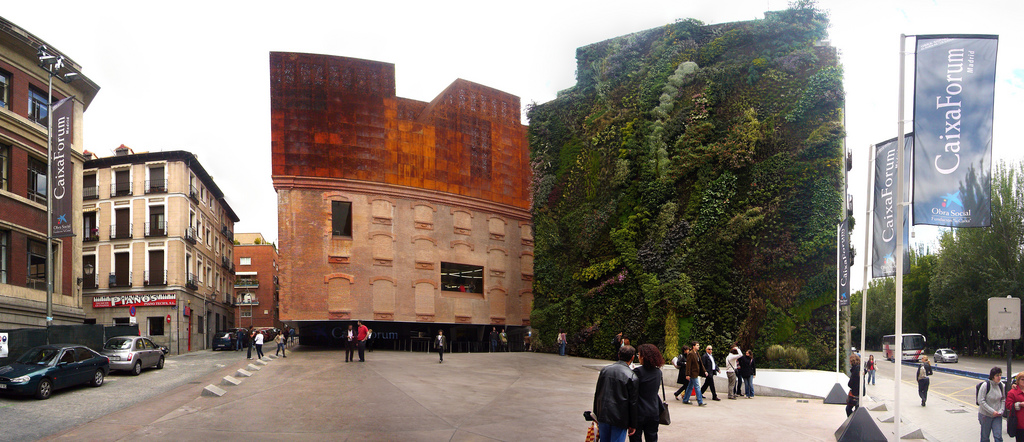
CaixaForum Madrid

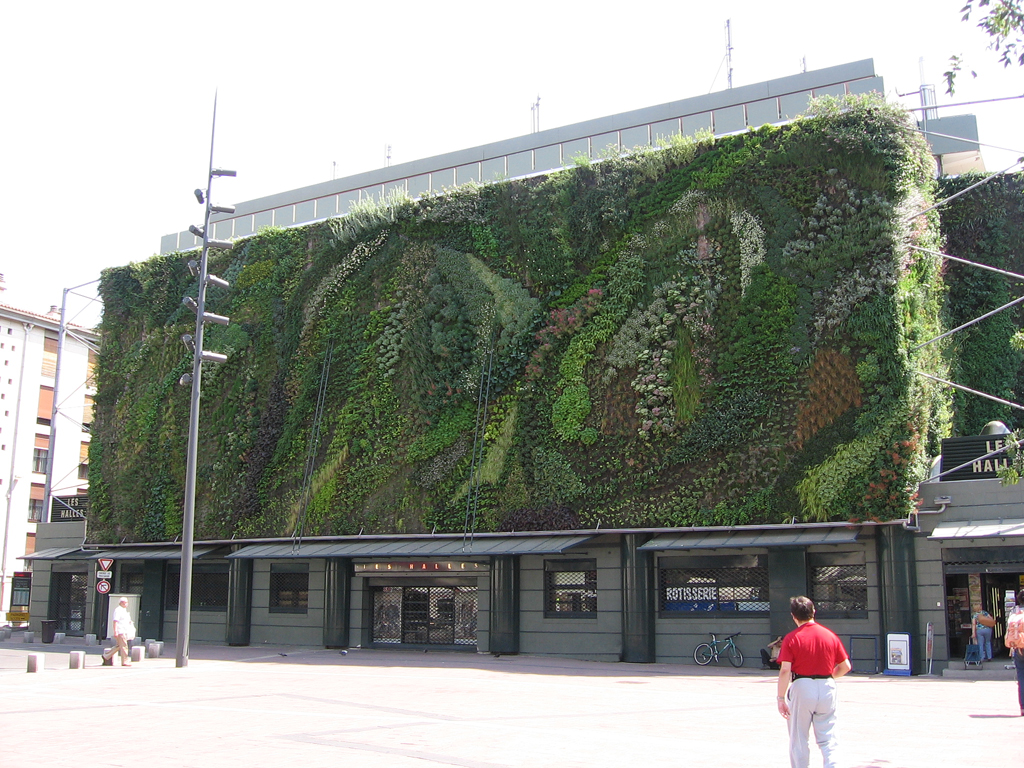
Halles, Avignon

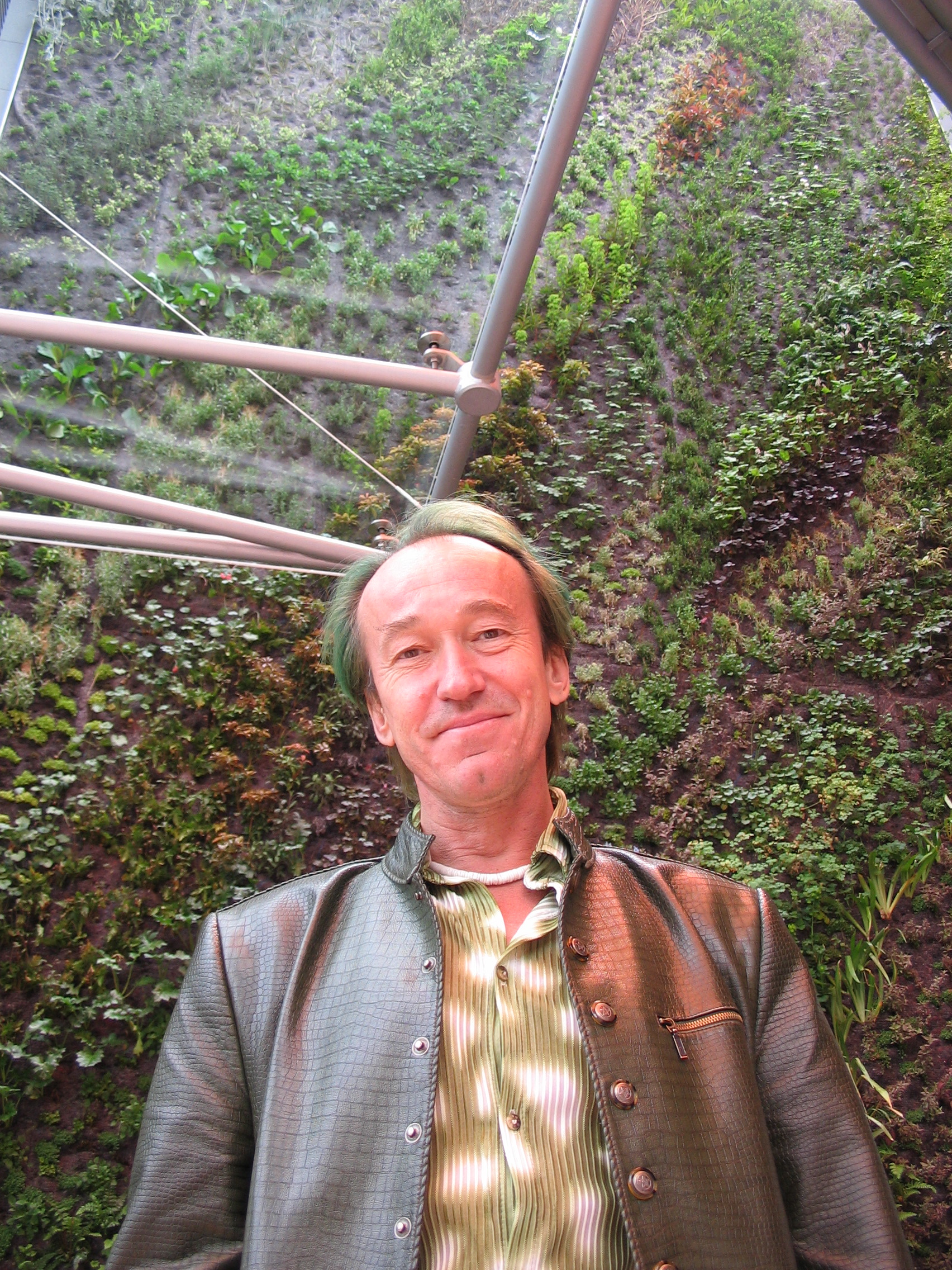
Patrick Blanc, Centre commercial des quatre Temps, La Défense (Puteaux), Hauts-de-Seine

È conosciuto per avere ideato la tecnica del giardino verticale o muro vegetale.

## Biografia
Ha studiato all'Université Paris VI Pierre et Marie Curie dove si è laureato nel 1976 in biologia, specializzandosi in botanica.
Nel 1972 intraprende per la prima volta un viaggio in Thailandia e Malaysia, osservando la crescita delle piante sulle rocce o nel sottobosco.
È ricercatore presso il Cnrs (Centre National de la Recherche Scientifique) dal 1982; nel 1989 ha ottenuto un dottorato in scienze alla université Pierre et Marie Curie, diventando poi responsabile del Laboratorio di biologia vegetale tropicale all'Université Paris VI. Ha realizzato il suo primo muro vegetale nel 1986 alla cité des Sciences de La Vilette, e nel 1988 ha depositato il brevetto per questa tipologia di opera. Nel 2009 gli è stato conferito lo status di Honorary Fellow presso il Royal Institute of British Architects.

## Alcuni Progetti
- 1986 : primo muro vegetale, realizzato alla Cité des sciences et de l'industrie, Parigi
- 1994 : Conservatoire international des parcs et jardins de Chaumont-sur-Loire, Chaumont-sur-Loire
- 1996 : serra del giardino botanico di Toulouse
- 1998 : muro vegetale alla Fondation Cartier, Parigi
- 2000 : muro vegetale all'Acquario di Genova
- 2000 : muro vegetale del Forum culturel au Le Blanc-Mesnil (Francia)
- 2001 : muro vegetale al Pershing Hall, Parigi
- 2003 : muro dell'ambasciata francese a New Delhi
- 2004 : edificio amministrativo del Musée du quai Branly
- 2005 : facciata nord delle Halles di Avignon
- 2005 : Square Vinet, Bordeaux (con Michel Desvigne)
- 2005 : Astralia, Cité de l'Espace, Toulouse
- 2006 : muro nel passaggio tra la Gare de l'est e la Gare du nord
- 2007 : muro vegetale del CaixaForum, Madrid
- 2008 : museo di Storia Naturale di Toulouse
- 2008 : Torre de Cristal, Madrid
- 2008 : muro vegetale  alle Galeries Lafayette di Berlino
- 2008 : Leamouth Development a Londra
- 2010 : soffitto della serra del Jardin des Plantes, Parigi
- 2011 : Drew School (San Francisco)
- 2012 : muro vegetale della biblioteca Dussmann KulturKaufhaus, Berlino[4]

## Opere
- 1990 : Biologie d'une canopée de forêt équatoriale : rapport de Mission Radeau des cimes, octobre-novembre 1989, Petit Saut, - Guyane française, ("Biology under an equatorial forest: report of Study Radeus, October–November 1989, Guyana francese, una raccolta di studi coordinata da Francis Hallé e Patrick Blanc, Dipartimento di industria a chimica del legname  (ISBN 2-9506703-1-8)
- 2002 : Être plante à l'ombre des forêts tropicales ("Putting plants in the light of tropical forests"), Éditions Nathan  (ISBN 978-2092784761)
- 2005 : Le bonheur d'être plante, ("The pleasure of being a plant"), Éditions Maren Sell (ISBN 2-350-04018-6)
- 2007 : Folies végétales ("Plants' follies"), (lecture, Paris), edizioni Chêne (ISBN 978-2842777364)
- 2008 : Le Mur Végétal, de la nature à la ville ("The green wall in town and country"), edizioni Michel Lafon (ISBN 978-2749906850)